# 吉田健一 (アニメーター)
吉田 健一（よしだ けんいち、1969年11月23日 - ）は、日本のアニメーター、アニメーションディレクター、キャラクターデザイナー、イラストレーター。熊本県出身。東京デザイナー学院卒業。日本アニメーター・演出協会（JAniCA）会員。

## 人物
スタジオジブリで『耳をすませば』『おもひでぽろぽろ』『紅の豚』『もののけ姫』などの大ヒット劇場アニメの制作に参加、独立後は『OVERMANキングゲイナー』『交響詩篇エウレカセブン』『ガンダム Gのレコンギスタ』のキャラクターデザインで人気を確立したアニメーター。またアニメーション映画やテレビアニメのみならず、ゲームのキャラクターデザイン、書籍の表紙イラストやCDジャケットなどアニメ以外にも活動の場を広げ、幅広いジャンルで活躍している。
影響を受けたアニメは『宇宙戦艦ヤマト』『未来少年コナン』『機動戦士ガンダム』『伝説巨神イデオン』『あしたのジョー2』『母をたずねて三千里』の6作品。特に『ガンダム』の安彦良和と『コナン』の宮崎駿の絵に惹かれ、自分もこういう絵を描きたいと思ったという。絵の描き方を学んだのは湖川友謙と大友克洋。感覚的でその独特な上手さをロジックで取り入れることが出来ず、雰囲気をつかむしかない安彦と違い、両者ともロジックがしっかりしていてわかりやすいので、物体を立体として捉えて描いていく方法を学ぶことができた。
もともとは独特なミサイルの表現で有名な板野一郎が好きでメカアニメーターになりたいと思っていたので、興味はあったものの、『OVERMANキングゲイナー』に参加するまでは自分がキャラクターデザインの道に進むとは思っていなかったという。
キャラクターデザインに興味をもったきっかけは、近藤勝也がキャラクターデザインを担当したスタジオジブリの『魔女の宅急便』。スタジオジブリが一番乗っていた時期の作品で、井上俊之など外部の有名アニメーターも多数参加していて、ジブリアニメの中で色彩設計や作画の精度が最も高度な作品だった。近藤のキャラクターデザインは都会的でスタイリッシュで、描線にはかつての宮崎駿のような勢いがあった。そんなに歳も離れてない近藤の絵をぜひ近くで見たいと思い、ジブリに入社することを決意した。
キャラクターデザイナーとして影響を受けたのは宮崎駿と安田朗。二人ともキャラクターの内面が絵として表面に出てくるようデザインしているからだという。
吉田のキャラクターデザインは、先人たちが築いてきたアニメキャラクターの耐久性を継承しつつ、現代的で魅力溢れるデザインに落とし込んでいる。1980年代以降、日本アニメは、どんなアングルでも矛盾なく動かせるよう、立体的に整合性のあるデザインを模索してきた結果、均一化が進み、それ以前のアニメにはあった動かすには適さないかもしれないが、非常に上手で魅力的な絵が失われていった。吉田はそのことに気づき、意識的にそれらを復権させようとしている。また、近年アニメーターの描く線が整理されすぎた結果、表現の幅が狭くなり、キャラクターのデザインが記号化したことについても、映画で俳優が役を演じるような存在感を絵で実現したいと考えている。
大半のキャラクターデザイナーは作画監督を務めるアニメーターであり、「デザインする」ことよりも「設定を描く」ことが仕事になりがちなのに対し、吉田はデザインというものをひとつの仕事ととらえ、そこで何かをやるということを強く意識している。そのため、作品に参加する時は常にその世界観に関わるレベルのことを考えるし、それをデザインとして生かすためのカードも数多く持っている。
スタジオジブリに在籍していた1990年代、当時のアニメーターのテーマはリアルなアニメ表現の方向性を探るというもので、吉田も最初はそのトレンドを追いかけていた。しかし、ジブリで同期だった安藤雅司のあまりの絵の上手さに鼻をへし折られて興味を失った。当時は安藤の才能に劣等感を感じ、監督からの要求に応えきれないプレッシャーでも苦悩していたという。アニメーターの井上俊之は、普通、原画を突き詰めれば独特のデッサン力は身に付くかわりに一枚絵の華のようなものからは遠ざかっていくが、吉田の絵にはそういう華があると評している。吉田本人は、井上や同僚だった安藤のような人たちと同じ戦い方をしていたら生き残れないと考え、自分はそちらの方向に向かったと述べている。ジブリ時代は研修生出身ということもあり、宮崎駿が吉田のレイアウトを直接チェックしていた。当時からレイアウトに関心の強かった吉田がその過程でより多くのことを吸収していったと安藤は述べている。また、自分がいつも見ていることや体験していることを意識して観察し、それを描けるようになることが大事だと教わったという。
『ガンダム Gのレコンギスタ』の劇場版五部作については、もともとテレビで終わらせて富野由悠季監督には次の作品を作って欲しかったという思いがあり、彼自身に新しいことや別の作品に挑戦したいという気持ちが沸き起こったことで、映画の制作は第二部を終えたところで途中離脱している。また『交響詩篇エウレカセブン』の映画三部作も、第三部でキャラクターデザインを奥村正志に交代している。

## 経歴
1990年、20歳の時に研修生の第二期としてスタジオジブリに入社。動画や原画で経験を積む。
1999年にスタジオジブリを退社し、フリーランスに。独立後はサンライズやボンズの作品を中心に活動。
2002年に『OVERMANキングゲイナー』で初めてキャラクターデザイナーとアニメーションディレクターを担当する。他のデザイナーたちの描いた絵をアニメーション用にクリーンナップする役割だったため、最終的なキャラ表はほぼ吉田が描いている。またメカニックデザイン（オーバーマン）の作画用クリーンナップも行ったが、富野監督がラフを描いたものは山根公利が、安田朗が描いたものは吉田が担当するという役割分担があった。デザイナーというよりもアニメーターのスタンスで関わったので、他のデザイナーたちには厳しい注文を出した。
2005年、『交響詩篇エウレカセブン』でキャラクターデザインとメインアニメーターを担当。最初の主要キャラクター数人をデザインしたところでアイデアが尽きてしまって困っていた時にコヤマシゲトに出会い、アドバイスをもらう。同年、「第10回アニメーション神戸賞」の個人賞を受賞し、翌2006年には東京国際アニメフェアで開催された第5回東京アニメアワードにおいて『エウレカセブン』でキャラクターデザイン賞を受賞している。
2014年、『ガンダム Gのレコンギスタ』でキャラクターデザインと作画チーフを担当。モビルスーツなどのメカニックデザインの作画用設定画を桑名郁朗と分担して描いた。
2022年、Netflixで世界同時配信された『地球外少年少女』でキャラクターデザインと総作画監督を担当。2016年の企画段階から参加し、シナリオの中身には関与していないものの設定にも関わっている。

## エピソード
- 友人である安田朗（あきまん）からは「神」と呼ばれており、ファンの間でも吉田神と呼ばれることがある。
- 『もののけ姫』製作中にバイク事故で腰の骨、骨盤、背骨を骨折。内臓出血で一時、生命の危機に陥ったことがあった。この件を聞いた宮崎駿は気が動転していたが吉田の容体が安定したとの報が届いた途端に文句を言っていたという[26]。

## 参加作品

### テレビアニメ
1995年
- 新世紀エヴァンゲリオン (-1996年) - 原画（1話）※ノンクレジット

1999年
- ∀ガンダム (-2000年) - 原画（33話、37話、40話、45話、48話、50話）

2000年
- 機巧奇傳ヒヲウ戦記 - 原画（7話）

2001年
- 機動天使エンジェリックレイヤー - 原画（OP）

2002年
- OVERMANキングゲイナー (-2003年) - キャラクターデザイン、メカニカルデザイン、アニメーションディレクター、作画監督（1話、2話、14話、22話、26話）、原画（OP、ED、11話、13話、19話）

2003年
- スクラップド・プリンセス - 原画（15話）
- WOLF'S RAIN - 作画監督（30話）、原画（24話）
- プラネテス (-2004) - ED作画、原画（1話、7話、26話）

2004年
- 絢爛舞踏祭 ザ・マーズ・デイブレイク - 原画（OP）
- KURAU Phantom Memory - 原画（OP）

2005年
- 交響詩篇エウレカセブン (–2006) - キャラクターデザイン、メインアニメーター、絵コンテ・演出・作画（ED4）、作画監督（OP1、OP2、OP4、ED2、1話、26話、43話、44話、45話）、原画（1話、9話、11話、12話、19話、26話、28話、33話、42話、43話、33話、45話、46話、48話、50話）

2006年
- 天保異聞 妖奇士 (-2007) - 原画（OP2）

2007年
- 電脳コイル - 原画（最終26話）

2009年
- 君に届け - 原画（1話）
- NARUTO -ナルト- 疾風伝 - 作画監督協力（131話）

2012年
- エウレカセブンAO - キーキャラクターデザイン、キャラクター監修（12話）、作画監督（13話）、原画（OP1、OP2、13話、14話）、エウレカの写真
- STAR DRIVER 輝きのタクト TOKYO MX放送版 - エンドカード（22話）

2013年
- ゆゆ式 - エンドカード（2話）
- 進撃の巨人 - エンドカード（14話）

2014年
- ガンダム Gのレコンギスタ - キャラクターデザイン、作画チーフ、総作画監督（1話）、演出（1話）

2016年
- フリップフラッパーズ - 原画（1話）

2020年
- 映像研には手を出すな! - エンドカード（2話）

### 映画
1991年
- おもひでぽろぽろ - 動画

1992年
- 紅の豚 - 原画

1993年
- 海がきこえる - 原画

1994年
- 平成狸合戦ぽんぽこ - 原画

1995年
- 耳をすませば - 原画
- On Your Mark - 原画

1997年
- もののけ姫 - 原画

1998年
- スプリガン - 原画

1999年
- ホーホケキョ となりの山田くん - 原画

2001年
- カウボーイビバップ 天国の扉 - 作画監督補佐、原画

2009年
- 交響詩篇エウレカセブン ポケットが虹でいっぱい - キャラクターデザイン

2017年
- 交響詩篇エウレカセブン ハイエボリューション1 - キャラクターデザイン

2018年
- ANEMONE/交響詩篇エウレカセブン ハイエボリューション - キャラクターデザイン

2019年
- 劇場版『Gのレコンギスタ I』「行け！コア・ファイター」 - キャラクターデザイン、作画監督

2020年
- 劇場版『Gのレコンギスタ II』「ベルリ 撃進」 - キャラクターデザイン、作画監督

2021年
- 劇場版『Gのレコンギスタ III』「宇宙からの遺産」 - キャラクターデザイン
- EUREKA/交響詩篇エウレカセブン ハイエボリューション - キャラクターデザイン原案

2022年
- 地球外少年少女 - キャラクターデザイン、総作画監督、作画監督（第1、2、5、6話）
- 鹿の王 ユナと約束の旅 - 原画

- 劇場版『Gのレコンギスタ IV』「激闘に叫ぶ愛」 - キャラクターデザイン
- 劇場版『Gのレコンギスタ V』「死線を越えて」 - キャラクターデザイン

### OVA
- ジャイアントロボ THE ANIMATION -地球が静止する日 (1992 - 1998) - 原画（2話）
- ガンスミスキャッツ (1995 - 1996) - 原画（2話）
- MASTERキートン (1998) - 作画監督（30話）
- トップをねらえ2! (2004 - 2006) - 原画（6話）
- 茄子 スーツケースの渡り鳥 (2007) - 作画監督
- 機動戦士ガンダムUC (2010) - 原画（2話）

### Webアニメ
- 亡念のザムド (2008) - 原画（OP）

### ゲーム
- 機動戦士ガンダム 逆襲のシャア (1998) - 原画（OP）
- アークライズファンタジア (2009) - メインキャラクターデザイン原案

### テレビ番組
- NHK連続テレビ小説『なつぞら』 - 劇中アニメ「キックジャガー」で主人公なつが作監修正した「キックジャガーの絵」

### 漫画
- 『週刊マンガ世界の偉人』 (2012、朝日新聞出版) - ナビゲートキャラクター「メリーノ!」デザイン

### 小説
- 池上永一『シャングリ・ラ』 (2004-2005) - 挿絵（単行本未収録）
- 畑野智美『海の見える街』 (2015年) - 装画
- 秀島迅『さよなら、君のいない海』 (2016年) - イラスト
- 七瀬夏扉『ひとりぼっちのソユーズ 君と月と恋、ときどき猫のお話』 (2017) - イラスト
- 倉敷保雄『星降る島のフットボーラー』 (2019) - 装画

### ディスクジャケット
- 高田梢枝CDシングル「秘密基地」 (2005) - ジャケットイラスト
- ラスマス・フェイバー・プレゼンツ・プラチナ・ジャズ 〜アニメ・スタンダード Vol.1〜 (2009) - ジャケットイラスト
- ラスマス・フェイバー・プレゼンツ・プラチナ・ジャズ 〜アニメ・スタンダード Vol.2〜 (2010) - ジャケットイラスト
- ラスマス・フェイバー・プレゼンツ・プラチナ・ジャズ 〜アニメ・スタンダード Vol.3〜 (2012) - ジャケットイラスト

## 著作物

### 画集
- 『吉田健一 画集「EST!」』 (2011) - 同人誌（発行：CCMS）
- 『edge -a collection of paintings-』 (2004) - イラスト

## 受賞歴
- 2005年 - 第10回アニメーション神戸賞 個人賞[27]
- 2006年 - 東京アニメアワード2006 キャラクターデザイン賞（『交響詩篇エウレカセブン』）[28]